# Praia do Balneário do Estreito

Localizada no norte da parte continental da capital de Santa Catarina (Florianópolis) com 1,8 km de extensão, a Praia antigamente conhecida como "do Barreiros", hoje possui várias denominações, entre os quais Praia do Balneário, do Estreito ou mesmo Praia do Balneário do Estreito. A praia oferece uma ampla visão à direita da Avenida Beira-Mar Norte, de pequenas ilhas situadas na Baía Norte, da Ponte Hercílio Luz e à esquerda a visão continental, incluindo a cidade de Biguaçu.

## História
Até 1943 a área pertencia à cidade vizinha de Florianópolis, São José, considerada parte de Barreiros e denominada "Distrito de João Pessoa" segundo a Secretaria de Turismo, Cultura e Esportes da capital. Após a data, Barreiros tornou-se bairro são-josefense e o distrito de João Pessoa (hoje subdistrito do Estreito), florianopolitano.
A praia do Balneário é conhecida pelo mau cheiro e poluição excessiva, que na década de 90 recebeu tratamento mas continua na lista de lugares impróprios para banho como em frente à rua José Cândido da Silva. Segundo o jornal "A Notícia", em fevereiro de 2003 a Fatma havia divulgado que "80% dos últimos cinco resultados estiveram acima de 800 Escherichia coli por 100 mililitros de água ou, na última amostragem, o valor obtido for superior a 2000 Escherichia coli por 100 mililitros. Na análise do número de coliformes fecais o ponto era considerado impróprio para banho quando 80% dos últimos cinco resultados estivessem acima de 1000 coliformes fecais por 100 mililitros de água ou quando, na última amostragem, o valor obtido fosse superior a 2500 coliformes fecais por 100 mililitros." (Disponível em <http://www.an.com.br/ancapital/2003/fev/10/1ger.htm>, acesso em 26.03.2006). Segundo o Guia Floripa (http://www.guiafloripa.com.br) e o boletim de número 15 (17 de março de 2006) da FATMA, o local ainda seria considerado impróprio.